# Hopvasslia naturreservat
Hopvasslia naturreservat är ett naturreservat i Steigens kommun i Nordland fylke i Norge. Det ligger på nordöstsidan av Hopvatnet och har en yta på 56,7 hektar.